# Laigné-en-Belin
Laigné-en-Belin – miejscowość i gmina we Francji, w regionie Kraj Loary, w departamencie Sarthe.
Według danych na rok 1990 gminę zamieszkiwały 1754 osoby, a gęstość zaludnienia wynosiła 138 osób/km² (wśród 1504 gmin Kraju Loary Laigné-en-Belin plasuje się na 343. miejscu pod względem liczby ludności, natomiast pod względem powierzchni na miejscu 883.).